# جانی بیک
جانی بیک پادشاه مغول دشت قبچاق در قرن هشتم هجری بود. وی پس از مرگ سلطان ابوسعید ایلخان و تسلط یافتن خاندان مغول‌نژاد آل چوپان بر عراق و آذربایجان، به سبب تعدی و توحش بی‌حد امرای این خاندان و دادخواهی مسلمانان از آنان نزد جانی بیک، عزم تاختن به آذربایجان و فتح تمام ایران کرد. وی در مدت حضور در آذربایجان به امیر مبارز الدین محمد مظفر، بانی سلسلهٔ آل مظفر که در حال تحکیم قدرت خود در جنوب ایران بود نامه کرد که پدران تو از جانب سلاطین مغول امارت داشتند، پس تو هم باید به درگاه ما آیی و رسوم اطاعت به جای آری. اما امیر مبارزالدین محمد که داعیهٔ سلطنت ایران و اخراج مغولان را داشت، این نامه را تاب نیاورد و فرمان بسیج سپاه به قصد آذربایجان را صادر کرد. پیش از مصاف طرفین، جانی بیک که بیمار بود، به قبچاق بازگشت و درگذشت و امیر محمد، نایب او را که اخی جوق نام داشت در هم شکست و کشت و بدین ترتیب، دست خاندان جانی بیک از ایران کوتاه شد

## خانواده
جانی بیگ چند پسر داشت که تنها یکی از آنها بردی بیگ بعد از او سلطنت کرد اما به حذف برادرانش پرداخت. به نظر می‌رسد که دو یا سه خان دیگر نیز ادعا کرده‌اند که پسران جانی بیگ هستند.
محمد بردی بیگ (۱۳۵۷–۱۳۵۹)
قلپا (ح. ۱۳۵۹–۱۳۶۰)
محمد نوروزبیگ (ح ۱۳۶۰)
کیلدی بیگ (ح. ۱۳۶۱–۱۳۶۲)
شکر بیگ دختر او که با آق صوفی قونگیرات شاهزاده خاندان صوفیان خوارزم ازدواج کرد. 
دختر ایشان خانزاده بیگم بعداً با خاندان تیموری ازدواج کرد.